# Ben Hill
Pour les articles homonymes, voir Hill.

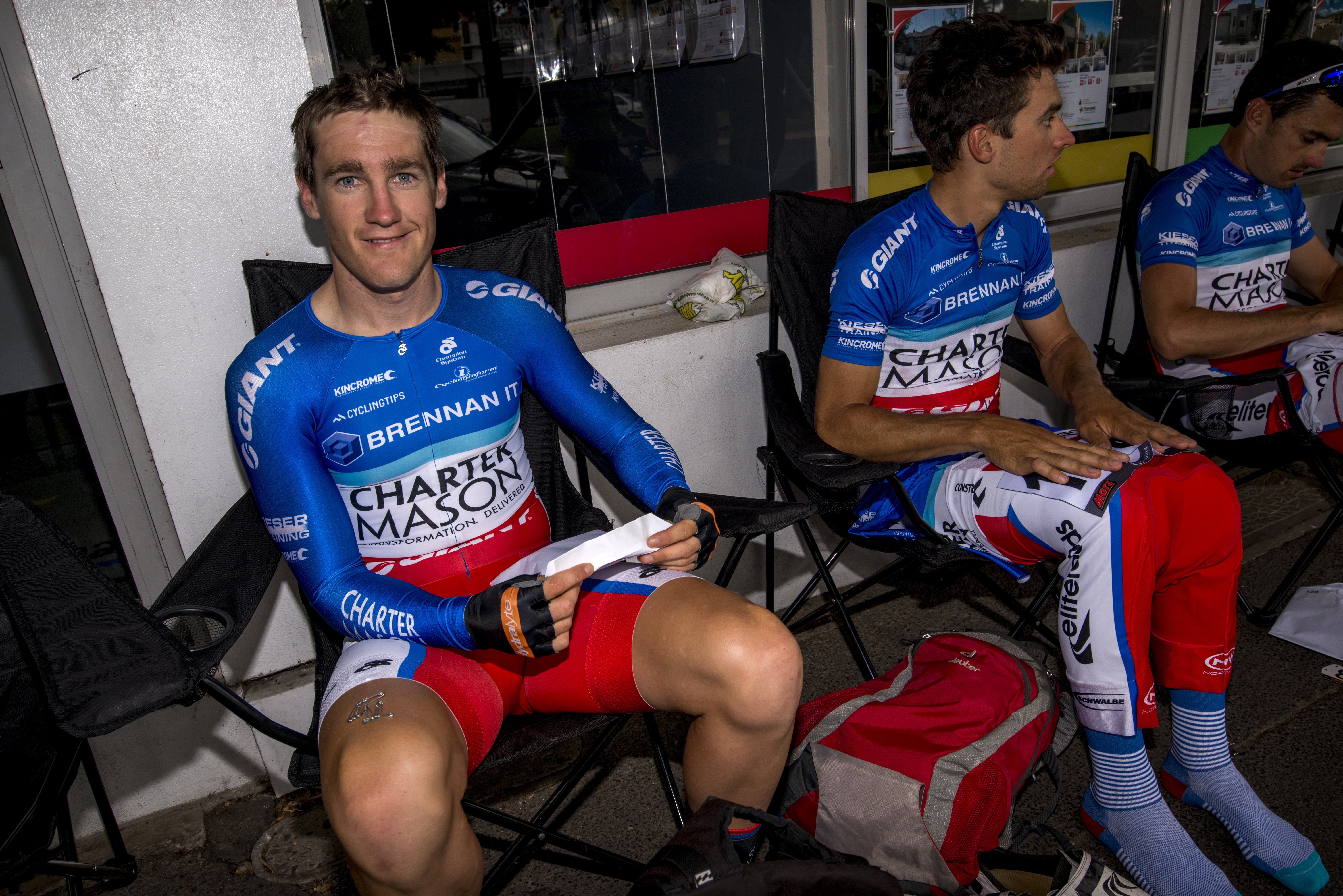

Benjamin "Ben" Hill, né le 5 février 1990 à Scone, est un coureur cycliste australien puis triathlète depuis 2022.

## Biographie
En 2012, lors du Tour de Tasmanie il est contrôlé positif à la Méthylhexanamine. À la suite de cela, il est suspendu deux ans.

## Palmarès en cyclisme

### Palmarès sur route
- 2011
  - 6e étape de l'Étoile de l'Océan Indien[1]
  - 5e étape du Tour de Geelong
- 2012
  - Goldfields Classic :
    - Classement général
    - 2e étape

  - 4e étape du North Western Tour
  - 2e du North Western Tour
  - 2e du Tour du Gippsland
- 2014
  - 1re, 2e et 5e étapes du Tour de Southland
- 2015
  - 3e étape de l'Adelaide Tour
  - 5e étape de la Battle on the Border
  - 6e et 11e étapes du Tour of America's Dairyland
  - 3e, 5e et 6eétapes du Tour du lac Poyang
  - Prologue du Tour de Tasmanie
  - 2e du Tour de Tasmanie
- 2016
  - Classement général du Tour de Thaïlande
  - 2e du Tour of the Great South Coast
  - 3e du Tour of the King Valley
- 2017
  - Classement général du Tour de Tochigi
- 2019
  - 3e étape du Tour du Japon
  - Trofeo Alcide Degasperi
- 2021
  - 2e de la Melbourne to Warrnambool Classic

### Classements mondiaux
| Année                                 | 2011 | 2012 | 2013 | 2014 | 2015 | 2016 | 2017 | 2018  | 2019 | 2020 |
| ------------------------------------- | ---- | ---- | ---- | ---- | ---- | ---- | ---- | ----- | ---- | ---- |
| Classement mondial                    |      |      |      |      |      | 716e | 505e | 2275e | 678e | 938e |
| UCI Europe Tour                       | nc   | nc   | nc   | nc   | nc   | 703e | nc   | 1597e |      |      |
| UCI Asia Tour                         | nc   | 274e | nc   | nc   | nc   | 177e | 45e  | 649e  |      |      |
| UCI Oceania Tour                      | 37e  | nc   | nc   | nc   | nc   | nc   | 68e  | nc    | 40e  | 53e  |
|                                       |      |      |      |      |      |      |      |       |      |      |
| Légende : nc = non classéSource : UCI |      |      |      |      |      |      |      |       |      |      |

## Palmarès en triathlon
Le tableau présente les résultats les plus significatifs (podium) obtenus sur le circuit international de triathlon depuis 2023,.
| Année | Compétition       | Pays      | Position           | Temps          |
| ----- | ----------------- | --------- | ------------------ | -------------- |
| 2024  | Ironman Australie | Australie | Médaille de bronze | 8 h 1 min 51 s |
| 2023  | Husky Ultimate    | Australie | Médaille de bronze | 3 h 50 min 6 s |